# Ліщинівська волость
Ліщинівська волость (Верхняцька волость) — історична адміністративно-територіальна одиниця Уманського повіту Київської губернії з центром у селі Ліщинівка.
Станом на 1886 рік складалася з 9 поселень, 9 сільських громад. Населення — 10054 особи (4958 чоловічої статі та 5096 — жіночої), 1583 дворових господарств.
|                     | Площа, десятин | У тому числі орної, дес. |
| ------------------- | -------------- | ------------------------ |
| Сільських громад    | 7143           | 4534                     |
| Приватної власності | 9365           | 8081                     |
| Іншої власності     | 323            | 267                      |
| Загалом             | 16831          | 12882                    |

Основні поселення волості:
- Ліщинівка — колишнє власницьке село за 23 верст від повітового міста, 682 особи, 116 дворів, православна церква, каплиця, школа, поштова станція, постоялий будинок, водяний, 4 вітряних і кінський млини, цегельний завод.
- Ботвинівка  — колишнє власницьке село при річці Конелка, 533 особи, 91 двір, православна церква, школа, 2 постоялих будинки, водяний і вітряний млини.
- Верхнячка — колишнє власницьке село при річці Верхнячка[2], 1653 особи, 264 двори, православна церква, каплиця, школа, 2 постоялих будинки, лавка, паровий, водяний і 2 вітряних млини, винокурний завод, цегельний і винокурний заводи.
- Добре — колишнє власницьке село, 1712 осіб, 307 дворів, православна церква, школа, 2 постоялих двори, постоялий будинок, 2 вітряних млини.
- Красноставка — колишнє власницьке село при річці Конелка, 592 особи, 117 дворів, православна церква, школа, постоялий будинок, водяний і 2 вітряних млини.
- Пеніжкове — колишнє власницьке село, 807 осіб, 150 дворів, православна церква, каплиця, школа, постоялий будинок, 2 лавки, 2 вітряних млини, цегельний завод.
- Притика — колишнє власницьке село при безіменній річці, 723 особи, 118 дворів, православна церква, школа, постоялий будинок, водяний і кінний млини, маслобійний завод.
- Чайківка — колишнє власницьке село, 321 особа, 51 двір, школа, водяний млин.
- Шукайвода — колишнє власницьке село, 2014 осіб, 369 дворів, православна церква, католицька каплиця, 2 постоялих будинки, 2 водяних і 3 вітряних млини.

Наприкінці XIX сторіччя волосне правління перенесено до села Верхнячка й волості отримала назву Верхняцька. 
Старшинами волості були:
- 1909—1910 роках — Феодот Костянтинович Шпора[3],[4];
- 1912—1915 роках — Феодосій Сергійович Мельник[5],[6],[7].